# Eusiroides caberrantis
Eusiroides caberrantis is een vlokreeftensoort uit de familie van de Pontogeneiidae. De wetenschappelijke naam van de soort is voor het eerst geldig gepubliceerd in 1986 door Bellan-Santini & Ledoyer.